# フランツ・フォン・ヴェチェイ
フランツ・フォン・ヴェチェイ（英語: Franz von Vecsey； (ハンガリー語: Vecsey Ferenc; ヴェチェイ・フェレンツ), 1893年3月23日 - 1935年4月5日 ）はハンガリー人のヴァイオリニスト・作曲家。姓の日本語表記は、「ヴェチェー」、「ヴェッチー」、「ヴェッシー」などの例もある。

## 経歴
父ヴェチェー・ラヨシュの手解きでヴァイオリンを始め、8歳でブダペストにてイェネー・フバイに師事。2年後には10歳で、ベルリンのヨーゼフ・ヨアヒムに入門し、その後は燦然たる神童ヴィルトゥオーソとして名を馳せるようになった。
1910年代と1920年には、ヨーロッパ屈指のヴァイオリニストの一人に数えられ、一時はバルトーク・ベーラを伴奏者にして演奏旅行を行なった。ジャン・シベリウスからは《ヴァイオリン協奏曲ニ短調》を献呈されている。作曲も手懸け、超絶技巧を要するヴァイオリン用の数々のサロン小品を遺した。特に、『悲しいワルツ La Valse Triste』が、ジョルジュ・シフラのピアノ独奏用編曲により知られている。
第一次世界大戦後は、頻繁な演奏活動への倦怠感から、活動がやや滞りがちになった。指揮者への転向を望んではいたものの果たせぬまま、肺塞栓症によりローマで42歳で急死した。